# Charles Burnell
Charles Desborough Burnell, född 13 januari 1876 i Beckenham, död 3 oktober 1969 i Blewbury, var en brittisk roddare.
Burnell blev olympisk guldmedaljör i åtta med styrman vid sommarspelen 1908 i London.